# Godzilla (album)
Godzilla – trzeci studyjny album amerykańskiego rapera Yukmoutha. Został wydany 22 lipca, 2003 roku.

## Lista utworów
| Nr | Tytuł                      | Producent(ci)        | Goście                                           | Czas  |
| -- | -------------------------- | -------------------- | ------------------------------------------------ | ----- |
| 01 | "Godzilla"                 | Joseph "JoJo" Hearne |                                                  | 04:33 |
| 02 | "Money & Power"            | Mike Dean            |                                                  | 04:35 |
| 03 | "Nothin' 2 A Boss"         | Dame Grease          | Benjilino                                        | 04:02 |
| 04 | "Regime Mobstaz"           | Nan Dogg             | The Regime                                       | 06:08 |
| 05 | "Stuntastic"               | Dame Grease          |                                                  | 03:41 |
| 06 | "Pimp Dat Bitch"           | Nan Dogg             | B-Legit, Dru Down                                | 03:49 |
| 07 | "Do My Thang"              | Nan Dogg             | Kurupt, Roscoe, Val Young                        | 04:12 |
| 08 | "Kidnap U"                 | G-Casso              | Nyce, Whoz Who                                   | 03:41 |
| 09 | "Somebody Gone Die 2 Nite" | Nan Dogg             | Benjilino, Hussein Fatal, Tech N9ne, Tha Realest | 04:39 |
| 10 | "Ya Boy""                  | Mike Dean            | Ampichino, Devin the Dude                        | 04:21 |
| 11 | "I Want Ya Body"           | Bishop Storm         | Aaron Hall                                       | 04:00 |
| 12 | "Thug Lordz"               | Mike Dean            | C-Bo                                             | 03:10 |
| 13 | "Be Easy"                  | C-Note               | Gangsta Girl, Ray J                              | 03:42 |
| 14 | "What It Do"               | Mr. Mixx             | Bun B, E-Roc                                     | 04:55 |
| 15 | "Go Hard"                  | Mr. Lee              | Ampichino, The Fleet                             | 06:01 |
| 16 | "Do It B.I."               | Dame Grease          |                                                  | 03:40 |
| 17 | "Model Chickz"             | Nan Dogg             |                                                  | 02:36 |
| 18 | "Hard Tymez"               | Mike Dean            | Tanya Herron, Trae, Z-Ro                         | 04:10 |

## Notowania albumu
| Notowania (2003)                      | Najwyższa pozycja |
| ------------------------------------- | ----------------- |
| U.S. Billboard 200                    | 112               |
| U.S. Billboard Top R&B/Hip-Hop Albums | 21                |